# Project Syndicate
Project Syndicate е международна нестопанска печатна организация (синдикат) и асоциация от вестници. Разпространява коментари и анализи („откъси от мнения“) от експерти, активисти, нобелови лауреати, държавни служители, икономисти, политически мислители, бизнес лидери и хора от академията в много от своите медийни членове и окуражава поддържането на връзка сред своите членове.
Организацията е базирана в Прага, Чехия.
Състои се от приблизително 439 вестника в 150 страни с общо разпространение от близо 50 милиона копия, което я прави най-големият като мащаб източник на коментари в света.
Разчита предимно на приноса от членовете си от развитите страни, които съставляват около 60% от членската база на организацията и получава грантове от Фондация Отворено общество, Фондация Politiken в Дания, Die Zeit Ebelin и Фондация Герд Буцериус, които заедно позволяват да предлага своите услуги на вестници в развиващите се страни, където журналистическите ресурси може да не са напълно налични.
Project Syndicate превежда своите колумнистки статии от английски на седем езика: арабски, китайски, чешки, френски, немски, испански и руски, нейните статии се публикуват и превеждат на множество други езици, включително на български във в. Дневник .

## Известни сътрудници
Джоузеф Стиглиц,
Джоузеф Най,
Джефри Сакс,
Саймън Джонсън,
Йошка Фишер,
Фан Ган,
Майкъл Спенс,
Вацлав Хавел,
Наоми Улф,
Дани Родрик,
Юрико Койке,
Михаил Горбачов,
Джими Картър,
Шаши Тарур,
Бан Ки Мун,
Кенет Рогоф,
Робърт Шилер,
Нуриел Рубини,
Мартин Фелдщайн,
Ханс-Вернер Зин,
Ричард Хаас,
Мишел Рокар,
Джордж Сорос,
Робърт Скиделски,
Крис Патън,
Ян Бурума,
Уфе Елеман-Йенсен,
Бьорн Ломборг,
Питър Сингер.